# Jason Elliot
Jason Elliot (* 27. Februar 1965) ist ein britischer Reiseschriftsteller und lebt in London. Zuvor lebte er mit seinen Eltern in Neuseeland und besuchte das St. Kentigern College.
In seinem Buch Persien – Gottes vergessener Garten beschreibt er ausführlich seine Einblicke in die persische Architektur und islamische Kunst.

## Werke
- Jason Elliot: Unerwartetes Licht – Reisen durch Afghanistan, Übers. Anja Hansen Schmidt (Unexpected Light), Malik-Verlag München 2002, ISBN 978-3-89029-242-7
- Jason Elliot: Persien – Gottes vergessener Garten, Übers. Barbara Heller & Rudolf Hermstein (Mirrors of the Unseen), Malik München 2007, ISBN 978-3-89029-329-5
- Jason Elliot: The Network, Roman 2010, keine dt. Ausgabe